# Economia de energia

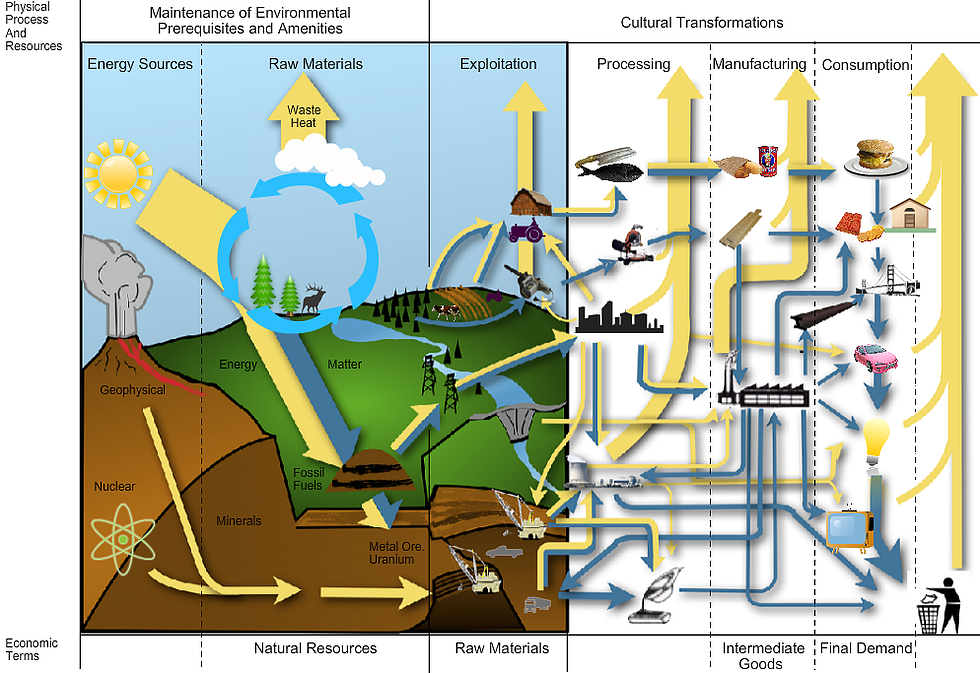
Modelo de como funcionam os sistemas económicos reais

A economia de energia é o esforço feito para reduzir o consumo de energia usando menos um recurso energético.
A partir da Revolução Industrial, a economia se baseou intensamente na utilização de recursos energéticos e isso determinou o desenvolvimento econômico e social dos países.
A energia tem várias dimensões econômicas interdependentes, e as decisões estratégicas das empresas e as políticas governamentais dependem da interação destas dimensões. A economia da energia engloba diversos assuntos, entre eles: a oferta e demanda por energia; o conceito de cadeia energética e a equivalência entre os diversos tipos de energia; a estrutura de análise chamada de Balanço Energético, entre outros.